# 찰스 K. 가오
찰스 K. 가오(Charles K. Kao, 찰스 곤 고 경(Sir Charles Kuen Kao), 1933년 11월 4일 ~ 2018년 9월 23일) 또는 고곤(중국어 정체자: 高錕, 간체자: 高锟, 병음: Gāo Kūn)은 중국, 홍콩, 영국, 미국의 전기공학자, 물리학자이다. 광섬유를 이용한 통신 분야의 개척으로 2009년 노벨 물리학상을 수상했다.

## 생애
1933년 중국 상하이 시에서 태어나 어린 시절을 보냈다. 그는 수조대학교 비교법학교 교수이자 변호사였던 아버지 가오춘향(高君湘) 밑에서 태어났다. 그는 그의 형과 함께 가정교사를 통해 중국 고전들을 공부했으며, 카이 위안페이를 포함한 많은 진보적인 중국 교육자들에 의해 설립된 상하이 시 프랑스 결사의 국제 학교에서 영어와 불어를 공부했다. 1948년에 대만을 거쳐 영국령 홍콩으로 이주하여 중등학교인 세인트조지프칼리지(St. Joseph's College)를 졸업했다. 그는 울리치 폴리테크닉 (현 그리니치 대학)에서 전기공학 학사 학위를 받으며 학부 과정을 마쳤다. 1965년 유니버시티 컬리지 오브 런던에서 교수 해롤드 바로우 (Harold Barlow)에 의해 영국 하로우에 있는 표준통신연구소와 텔레콤에서 일하면서 전기공학 박사 학위를 받았다. 1970년부터 1974년까지, 가오는 홍콩 대학에 전기공학과를 설립했다.1974년 미국 국제전신전화회사 (ITT)의 최고 기술책임자로 자리를 옮겼다가 1987년 다시 홍콩중문대학교로 돌아와 1996년까지 부총장을 지냈다.

## 학력
그리니치 대학교 전기공학과 학사 (1957)
유니버시티 컬리지 오브 런던 전기공학과 박사 (1965)

## 수상
스튜어트 발렌타인 메달 (1977)
IEEE 모리스 N. 리브만 기념 메달 (1978)
IEEE 알렉산더 그레이엄 벨 메달 (1985)
마르코니 상 (1985)
C&C 상 (1987)
패러데이 메달 (1989)
제임스 C. 맥그로디 신소재 상 (1989)
FREng (펠로우 오브 로열 아카데미 엔지니어링) (1989)
SPIE 황금 메달 (1992)
대영 제국 훈장 (대영 제국 최고훈장 사령관) (1992)
필립 공 메달 (1996)
일본국제상 (1996)
3463 카오쿠엔 (1996)
FRS (펠로우 오브 로열 소사이어티)  (1997)
찰스 스타크 드라퍼 상  (1999)
세기의 아시아인  (1999)
노벨 물리학상  (2009)
그랜드 바우히니아 메달  (2010)
대영 제국 훈장 (대영 제국 훈장기사 사령관)  (2010)